# Ловер-Гейделберг Тауншип (округ Беркс, Пенсільванія)
Ловер-Гейделберг Тауншип (англ. Lower Heidelberg Township) — селище (англ. township) в США, в окрузі Беркс штату Пенсільванія. Населення — 6230 осіб (2020).

## Демографія
Згідно з переписом 2010 року, у селищі мешкало 5513 осіб у 1993 домогосподарствах у складі 1535 родин. Було 2079 помешкань
Расовий склад населення:
| - 92,7 % — білих - 2,5 % — чорних або афроамериканців - 2,2 % — азіатів - 0,1 % — корінних американців - 1,3 % — осіб інших рас |

До двох чи більше рас належало 1,3 %. Частка іспаномовних становила 4,0 % від усіх жителів.
За віковим діапазоном населення розподілялося таким чином: 26,9 % — особи молодші 18 років, 57,5 % — особи у віці 18—64 років, 15,6 % — особи у віці 65 років та старші. Медіана віку мешканця становила 42,8 року. На 100 осіб жіночої статі у селищі припадало 97,5 чоловіків;  на 100 жінок у віці від 18 років та старших — 94,7 чоловіків також старших 18 років.
Середній дохід на одне домашнє господарство  становив 122 625 доларів США (медіана — 83 750), а середній дохід на одну сім'ю — 149 104 долари (медіана — 105 446). За межею бідності перебувало 2,8 % осіб, у тому числі 2,0 % дітей у віці до 18 років та 4,8 % осіб у віці 65 років та старших.
Цивільне працевлаштоване населення становило 2518 осіб. Основні галузі зайнятості: освіта, охорона здоров'я та соціальна допомога — 25,9 %, виробництво — 14,8 %, мистецтво, розваги та відпочинок — 10,8 %, науковці, спеціалісти, менеджери — 10,7 %.